# مقاطعة شوهاري (نيويورك)
مقاطعة شوهاري (بالإنجليزية: Schoharie County)‏ هي إحدى المقاطعات في ولاية نيويورك في الولايات المتحدة الأمريكية.

## أعلام
- هنري دبليو. باري
- فرانك ماكي